# Ikorta-Kirche

Ikorta-Kirche (Westgiebel)

Die Ikorta-Kirche des Heiligen Erzengels (georgisch იკორთის მთავარანგელოზის ტაძარი) ist eine georgisch-orthodoxe Kirche aus dem 12. Jahrhundert in der georgischen Region Innerkartlien, in der Munizipalität Gori, beim gleichnamigen Dorf Ikorta.
Die Ikorta-Kirche wurde 1172 im Auftrag der herzoglichen Familie von Ksani in der Regierungszeit des georgischen Königs Giorgi III. errichtet. Neben ihrer sakralen und zeremonialen Bedeutung für das Gebiet diente die Kirche und ihr Umfeld auch als Grablege der herzoglichen Familie von Ksani (georgisch ქსნის ერისთავები). Hier wurden die Brüder Schalwa und Elisbar von Ksani und Bidsina Tscholoqaschwili begraben. Diese kämpften 1659 erfolgreich gegen die persische Fremdherrschaft über Kachetien und wurden nach ihrem Tod von der Georgische Orthodoxe Apostelkirche heiliggesprochen.

## Baubeschreibung
Die Ikorta-Kirche ist ein symmetrisch konstruiertes, rechteckiges Gebäude mit einer halbrunden, von außen in der Fassade nicht erkennbaren Apsis im Osten.  Die ursprünglich reich mit biblischen Motiven geschmückten Wände zeigen jetzt nur noch fragmentarisch erhaltene Bildmotive der ursprünglichen Wandmalereien im Bereich der Apsis, an der Nordwand und an der Kuppelbasis. Die Fassaden und der untere Teil der Kuppel sind reich mit georgischen Ornamenten geschmückt.
Das Bauwerk besitzt eine Länge von 19 Metern, eine Weite von 14 Metern und eine Innenhöhe von 20 Metern.
Die Kirche wurde im 17. Jahrhundert gründlich renoviert, dabei blieb das ursprüngliche Bildprogramm erhalten. Die Kirche besitzt zwei Eingangsportale, sie befinden sich im Süden und Westen.
Die zugehörigen Vorhallen wurden später wieder entfernt, im Süden wurde eine erneuerte Vorhalle angefügt. An der Südfassade befindet sich eine Sonnenuhr,  an der Westfassade informiert eine alte georgische Assomtawruli Inschrift über den Kirchenbau.
Während des Erdbebens von 1991 wurde die Kirche geschädigt. Die Erschütterungen haben die Stabilität und Standfestigkeit des Mauerwerks insgesamt geschwächt, am schwersten betroffen war aber die Kuppel, deren statische Stabilität nun dringend wiederhergestellt werden muss. Ein (staatliches ?) Sanierungsprojekt zur Rettung der Kirche ist bereits im Gange. Die Nachricht über die Erdbebenschäden erreichte auch den international tätigen World Monuments Fund. Die Kirche wurde 1999 als ein hervorragendes, aber gefährdetes Baudenkmal in die Liste der 100 meistgefährdeten Kulturdenkmale im Berichtszeitraum 2000–01 aufgenommen.
In der Nachbarschaft zur Kirche befinden sich bauliche Reste einer Befestigung eines ehemaligen Klosters.